# Comtat de Ligny

Escut de Walerà I de Ligny

escut el 1348

El comtat de Ligny fou una jurisdicció feudal de la Xampanya, inicialment una senyoria que es va transformar en comtat el 1367, centrada a Ligny-en-Barrois.
La senyoria de Ligny pertanyia als comtes de Bar i a la mort d'Enric II de Bar aquest la va llegar a la seva filla Margarita de Bar, com a dot pel seu matrimoni (celebrat el 1240) amb Enric V el Ros, després comte de Luxemburg (1247-1281) que li va aportar Ligny-en-Barrois, però restant feudatari del comte de Bar (després Bar-le-Duc). El 1256 Enric va adquirir per conquesta el comtat de Namur (on fou Enric III de Namur) al que va renunciar per un acord el 1264. El 1265 Enric va retre homenatge per la senyoria de Ligny al comte Tibald o Teobald V de Xampanya. El seu cunyat Tibald II de Bar va intervenir llavors en un conflicte entre el duc de Lorena al que Enric estava aliat, i el bisbe de Metz, i va donar suport a aquest darrer, i els dos exèrcits es van enfrontar a Prény el 14 de setembre de 1266, sent capturat Enric; el 8 de setembre de 1268 per arbitratge del rei Lluís IX de França, va poder recuperar Ligny però com a feudatari de Bar. Margarita va morir el 23 de novembre de 1275 i la senyoria de Ligny va passar nominalment al fill Enric VI. Enric V va morir a Magúncia el 24 de desembre de 1281 i el va succeir el seu fill Enric VI el Lleó com a comte de Luxemburg i el seu germà Walerà I va rebre la senyoria de Ligny. Walerà es va casar amb Joana de Beauvoir (vídua de Gil de Beaumez, castellà de Bapaume) filla de Mateu II senyor de Beauvoir-en-Arronaise, i va morir junt amb el seu germà Enric VI a la batalla de Worringen contra Joan I, duc de Brabant, el 5 de juny de 1288. Al comtat de Luxemburg Enric VII va succeir al seu pare Enric VI, i a Ligny Walerà I fou succeït pel seu fill Enric, senyor de Ligny, que va morir en batalla el 14 de juliol de 1303, passant llavors la senyoria al germà Walerà II, senyor de Ligny, que hauria rebut el 1288 la senyoria de Beauvoir i la de Roussy i el 1303 va reunir les tres; es va casar amb Guiuota (1275- + 1338), castellana de Lilla filla i hereva de Joan i va tenir quatre fills (Joan, Caterina, Valerà i Jaume) dels quals el successor a Ligny, Beauvoir i Roussy fou Joan, el 1347 o 1354 (Walerà II va viure fins al 1366). Joan es va casar (contracte del 10 de juliol del 1330) amb Alix de Flandes (+1346) filla de Guiu de Flandes senyor de Richeburg i senyora de Richeburg; en segones noces es va casar a Joana Bacon senyora del Molay (+1371).
El fill Joan (II) va rebre en vida del pare la senyoria de Roussy però va morir entre juliol de 1360 i juliol de 1361 i la senyoria va retornar a Joan (I) i quan aquest va morir el 17 de maig de 1364, va passar a Guiu junt amb les de Beauvoir i Ligny. El setembre de 1367 el rei de França el va fer comte. Guiu va morir en batalla a Baesweiler el 22 d'agost de 1371. Es va casar amb Matilde o Mafalda de Châtillon (1335- + després de 1371), filla de Joan de Châtillon comte de Saint Pol que fou comtessa de Saint Pol el 1360, i van tenir set fills dels quals Walerà III fou el successor.
Walerà III, nascut vers 1355 i mort el 22 d'abril de 1415 fou comte de Ligny per herència paterna i al mateix temps de Saint Pol per cessió de la mare. Fou conestable de França i es va casar en primeres noces el 1380 a Maud Holand (1359 - + 13 abril 1392), vídua d'Hug de Courtenay i filla de Tomàs Holand, primer Lord Holand; en segones noces el 1400 es va casar amb Bona de Bar (+ després de 1436) filla de Robert I duc de Bar; va tenir també amistançades (Agnes de Brie i Maria de Leusière) i va tenir una sola filla del seu primer matrimoni, Joana (+ 12 d'agost de 1407) que hauria succeït al seu pare com a comtessa de Ligny i Saint Pol i va rebre el títol i la castellania de Lilla, però va morir abans. Es va casar el 21 de febrer de 1402 amb Antoni de Borgonya, duc de Brabant i Limburg fill del duc Felip II l'Agosserat de Borgonya. Antoni va morir en batalla a Agincourt el 25 d'octubre de 1415.
Com que el 1415 a la mort de Walerà II, la seva filla havia mort sense descendència, l'herència anava cap als germans de Walerà que en tenia sis dels quals tres eren mascles però ja havien mort:
- Andreu que fou arxidiaca de Dreux (1387-1390) i bisbe de Cambrai (1390-1396) mort el 1396.
- Pere, nascut a Ligny el 20 de juliol de 1339, canonge a París el 1379, arxidiaca de Brabant, i després de Dreux (1382-1387), bisbe de Metz (1384), cardenal (1386) mort a Avinyó el 2 de juliol de 1387, beatificat el 9 d'abril de 1527.
- Joan (III) (1370-1397), que va rebre les senyories de Beauvoir i Richebourg. Comte de Brienne i de Conversano per matrimoni amb Margarita d'Enghien (+ vers 1393), comtessa de Conversano i de Brienne i senyora d'Enghien, vídua de Pere dels Baus i de Giacopo di Sanseverina, i filla de Lluís d'Enghien comte de Brienne i de Conversano.

Joan havia deixat fills, però eren preferents les germanes de Walerà: Maria la gran havia mort el 1396 i, per tant, tocava a la segona Joana, senyora d'Ailly, que va rebre l'herència del comtats de Ligny i Saint Pol i va morir a Boulogne-sur-Mer el 13 d'octubre de 1430 soltera i sense fills. La seva germana menor Margarita ja havia mort mentre.
Llavors la successió passava als fills de Joan II (III): Pere, Lluís, Joan, Caterina i Joana.
El seu fill Pere (1390-1433) fou comte de Saint Pol i va morir de pesta el 31 d'agost de 1433; un altre fill Lluís fou bisbe de Thérouane el 1415, canceller de França el 1424, governador de París 1435-1436, arquebisbe de Rouen 1436, cardenal 1439 i bisbe de Frascati 1442; i un tercer fill Joan (1392-1441) va heretar Ligny, Beauvoir i Guisa però va morir sense fills el 5 de gener de 1441 i el rei de França va confiscar les seves possessions, però finalment les va reconèixer al nebot i hereu Lluís, fill de Pere.
Pere havia deixat deu fills (un de bastrad), dels quals el primer era una noia (Jaumeta) i, per tant, l'hereu era el segon Lluís (nascut el 1418) que el 1433 va heretar Saint Pol, Brienne i Conversano i va rebre Ligny, Roussy, Beauvoir i Richebourg el 1441 del seu oncle. El 1468 o 1471 la senyoria de Roussy fou confiscada i concedida per decret imperial signat a Anvers el 31 d'octubre de 1494 (junt amb altres territoris) al marcgravi Cristòfol I de Baden. Es va casar el 1435 amb Joana de Bar (1415 - 1462) comtessa de Marle i Soissons, filla de Robert de Bar comte de Marte i de Soissons i de Joana de Béthune (1448 - 1475) vescomtessa de Meaux; en segones noces el 1466 es va casar a Maria de Savoia, filla del duc Lluís I de Savoia. El comte Lluís fou decapitat a París el 19 de desembre de 1475 i les seves possessions confiscades.
Dels altres quatre fills mascles de Pere, el tercer Tibald fou comte de Fiennes, comte de Brienne i bisbe de Le Mans el 1465 i va morir l'1 de setembre de 1477 sent el tronc dels senyors de Fiennes, comtes de Grave, vescomtes de Martigues i de la casa de Luxemburg de comtes de Penthièvre; Jaume fou senyor de Richebourg i va morir el 20 d'agost de 1487 quan els seus fills mascles havien premort però amb tres filles vives; Walerà va morir jove; i Joan va morir a l'Àfrica.
Lluís va deixar 10 fills legítims i 8 bastards. El fill gran Joan el va succeir com a comte de Soissons i Marle el 1462 per dret matern però va morir en batalla a Murten o Morat el 22 de juny de 1476. Pere (+ 25 d'octubre de 1482) va succeir al seu pare en els drets a Saint Pol, Brienne i Ligny i va heretar Marle i Soissons el 1476 a la mort del seu germà; es va casar amb Margarita de Savoia (1439 - + 1483), vídua del marquès Joan IV de Montferrat i filla del duc Lluís I de Savoia; va tenir tres fills però van morir joves i l'herència va passar a la filla Maria (+ 1 d'abril de 1546, comtessa de Saint-Pol i Ligny i de Marle i Soissons que es va casar en primeres noces el 1460 amb el seu oncle Jaume de Savoia (1450- +1486) comte de Romont i baró de Vaud fill del duc Lluís I de Savoia; i en segones noces el 1487 amb Francesc de Borbó (1470- +1495) comte de Vendôme fill de Joan II de Borbó comte de Vendôme.
Dels 10 fills de Lluís cal esmentar a Carles (1447- 1509) canonge a Colònia el 1445, diaca a Laon i després bisbe de Laon el 1463, par de França el 1473; a Antoni (+1519) comte de Briene i de Ligny (retornat el 1510 ui fundador de la segona època de la dinastia de Luxemburg a Ligny) que va recuperar Roussy de Critòfol I de Baden el 1497 i fou vescomte de Machault, baró de Rameru i de Piney, senyor de Pugy, de Ghistelles i de Warneton, però les seves possessions foren confiscades per l'emperador Maximilià I d'Àustria el 1507; a Felip, abat a Moncel (1475); i a Lluís (+ 1503) príncep d'Altamura, duc d'Andria i de Venosa, tinent general de França, governador de Picardia. A més entre els bastards, Gil fou bisbe de Châlons-sur-Marne el 1503 i va morir el 1535; Joan fou senyor d'Haubourdin; i Robert (+1493) fou bisbe d'Angulema el 1480.
El rei de França va cedir el comtat a Jordi de la Tremouille (1476) però Jordi va morir sense fills el 1481 i el rei va donar llavors el feu a l'almirall de Borbó i a la mort del fill d'aquest Carles sense fills ni germans el va retornar a la casa de Luxemburg representada pel ja esmentat Antoni; els seus descendents van governar fins al 1719 quan el comtat fou venut al duc Leopold I de Lorena, que el va incorporar a Lorena i de fet va desaparèixer.

## Senyors de Ligny
- Enric II de Bar + 1239
- Margarita de Bar 1239-1240 (efectiva) nominal fins a 1275
- Enric V de Luxemburg el Ros, comte de Luxemburg (1247-1281) i de Namur (1256-1264), senyor de Ligny 1240-1266 i 1268-1281
- Tibald II de Bar 1266-1268
- Walerà I 1281-1288
- Enric 1288-1303
- Walerà II, senyor de Ligny 1303-1347 o 1354 (+1366), senyor de Beauvoir i Roussy des de 1288
- Joan I, 1347 o 1354-1364
- Guiu 1364-1371, primer comte de Ligny el 1367.

## Comtes de Ligny
Casa de Luxemburg
- Guiu 1364-1371, primer comte de Ligny el 1367.
- Walerà III 1371-1415
- Joana 1415-1430
- Joan II 1430-1441
- Lluís 1441-1475
- Pere, titular 1475-1482
- Maria hereva 1482, reclamà els drets fins a 1510

Casa de la Trémoille
- Jordi de la Trémoille (1427-1481) comte 1476-1481 casat amb Maria senyora de Montauban (+1497).

Casa de Borbó
- Lluís de Borbó († 1487), conegut com l'almirall de Borbó, comte de Roussellon al Delfinat, el rei li cedeix el comtat de Ligny; era fill legítim de Carles I de Borbó, duc de Borbó i es va casar el 1466 amb Joana († 1519), filla il·legítima de Lluís XI de França, comte 1481-1487
- Carles de Borbó († 1510), fill de l'anterior, comte de Roussillon i de Ligny 1487-1510, casat a Anna de la Tour († 1530)

Segon període de la casa de Luxemburg
- Antoni I († 1519), comte de Roussy, de Brienne i de Ligny, 1510-1519

casat a Antonieta de Bauffremont, comtessa de Charny
casat en segones noces amb Francesca de Croy
casat en terceres noces a Gileta de Coétivy
- Carles I (1488 † 1530), fill (amb la primera esposa) 1519-1530

casat a Carlota d'Estouteville
- Antoni II († 1557), fill, 1530-1557

casat el 1535 a Margarita de Savoia
- Joan III († 1576), fill, 1557-1576

casat a Guillelma de La Mark († 1592), filla de Robert IV de La Mark
- Carles II (1562 † 1608), fill, 1576-1608

casat el 1583 amb Maria de Nogaret († 1605)
- Francesc († 1613), oncle de l'anterior (fill d'Antoni II), 1608-1613, duc de Piney-Luxembourgt

casat el 1576 a Diana de Lorena (1558 † 1597)
casat el 1599 a Margarita de Lorena (1564 † 1625)
- Enric (1582 † 1616), duc de Piney-Luxembourg, fill (amb la primera esposa) 1613-1616

casat el 1597 a Magdelena de Montmorency (1582 † 1615)
- Margarita Carlota (1607 † 1680), duquessa de Piney-Luxembourg 1616-1680

casada el 1620 a Lleó d'Albert († 1630)
casada a Carles Enric de Clermont-Tonnerre († 1674)
- Magdalena Carlota de Clermont-Tonnerre (1635 † 1701), duquessa de Piney-Luxembourg, filla, 1680-1701

casada el 1661 amb Francesc Enric de Montmorency, comte de Luxe (1628 † 1695)
- Carles de Montmorency (1662 † 1726), duc de Piney-Luxembourg, fill, 1701-1719